# Dezider Anton Dubay
Dezider Anton Dubay (Zsikva, 1902. december 21. – Széleskút, 1993. október 16.) szlovák nyelvész, bibliográfus.

## Élete
Földműves családból származott. Aranyosmaróton és Pozsonyban járt gimnáziumba. 1919-ben Nagyszombatban belépett a ferences rendbe. 1920–22-ben filozófiát tanult Galgócon, majd teljesítette kötelező katonai szolgálatát. 1924–1927 között Zsolnán tanult teológiát. 1927-ben pappá szentelték. 1927–28-ban a pozsonyi Comenius Egyetemen tanult szlovák és német nyelvet, majd 1929-ben a prágai Károly Egyetemen és 1930-ban Bécsben tanult. Ezek után 1931–1940 között a malackai ferences gimnázium tanára volt. 1939-ben Pozsonyban szerzett doktorátust. 1940-ben kilépett a rendből, és a pozsonyi Egyetemi Könyvtár munkatársa lett. Részt vett a bibliográfiai osztály létrehozásában, később ennek igazgatója volt. Ekkoriban szlovákiai bibliográfiák összeállításával foglalkozott. Az 1949–1951 közötti bibliográfiai katalógus szlovák részén is dolgozott. 1951-ben a Slovenská kniha folyóirat szerkesztője volt, de korlátozták a közlési lehetőségeit és elbocsátották állásából. Ezután pasztorációval foglalkozott Pozsonyban, 1958–1961 között Nyitrafőn, majd Nádasfőn és Széleskúton.
A kora újkori városi szlovák nyelv fejlődésével, körmöcbányai oklevelekkel, Egyházhely (Kiripolc) nyelvjárásával, és szlovák nyelvű ősnyomtatványokkal (1480) is foglalkozott. Írt a Kultúra, Slovenský rozhlas, Obežník slovenskej národnej knižnice, Národný pracovník, Slovenská nedeľa, Svätá rodina nazaretská, Stráž és a Slovensko folyóiratokba is.

## Művei
- Štyri záznamy so stredoslovakizmami zo XVI. storočia. Sborník Spolku záhorských akademikov, 217–228.
- 1940 Kremnické listy z rokov 1564–1569. Linguistika Slovaca I. Bratislava
- 1942 Slovenský bibliografický súpis kníh za roky 1939–1941. Bratislava
- 1942 Príspevky k jazykovej charakteristike Kiripolca. Sborník Spolku záhorských akademikov so sídlom v Malackách. Trnava, 72–103.
- 1942 Slovenský bibliografický súpis kníh za roky 1939–1941. Slovenská kniha. Sostavil Ján Sedlák a Ján Mišianik. Bratislava, 131–278.
- 1943 Úlohy nášho bibliografického výskumu. Kultúra
- 1951 Bibliografia slovenskej knižnej tvorby za rok 1947. Bratislava
- 1952 Bibliografia slovenskej knižnej tvorby za roky 1942–45. Bratislava
- 1946–1948 Z jazyka kremnických listov z roku 1564–1569. Linguistica Slovaca IV–VI.
- 1947 Tvorba slovenská, Bibliografický katalóg Československej republiky. Literárna tvorba z roku 1946. Praha
- 1948 K otázke prepisovania starých písomných pamiatok zo Slovenska. Jazykovedný sbornik 1948, 67–75.
- 1950 Megistanum metamorphosis M. Jeremiáša Slovácia Strenického. Z bratislavských knižníc. Bratislava, 67–72.
- 1950 Bratislavská prvotlač. Slovenská Bratislava I/1–2. Bratislava, 109–122.